# Campania antireligioasă sovietică (1917–1921)
În urma Revoluției din Octombrie din 1917, preluarea puterii de către bolșevici a dus la izbucnirea Războiului civil, care a continuat până în 1922. Victoria Armateri Roșii le-a permis bolșevicilor să înființeze Uniunea Republicilor Socialiste Sovietice. De-a lungul războiului civil, credincioșii diverselor religii și bolșevicii adepți ai secularismului și anticlericalismului au jucat un rol cheie în luptele militare și sociale care au avut loc în timpul războiului.

## Situația religioasă înainte de Revoluția din Octombrie
Din 1721, Biserica Ortodoxă Rusă (BOR) a fost biserica oficială a Imperiului Rus. Reformele bisericești introduse de Petru cel Mare au adus o perioadă de cezaropapism în BOR. Aceasta însemna că, deși BOR se bucura de privilegii substanțiale, era totuși subordonată statului.
Pe măsură ce intelectualii au devenit mai critici față de regimul țarist, acest lucru a fost adesea însoțit de o respingere a BOR și, uneori, de o respingere a religiei în general. Alții, cum ar fi Lev Tolstoi, și-au păstrat o credință creștină puternică, dar au respins autocrația. Chiar și el a fost excomunicat de către BOR. Unii bolșevici, cum ar fi Vladimir Bonci-Bruievici, s-au apropiat de minoritățile religioase numite colectiv „sectanți”. Bonci-Bruievici s-a alăturat lui Tolstoi și lui Vladimir Certkov în susținerea duhoborilor, ba chiar a călătorit pe mare cu un grup dintre ei atunci când aceștia au migrat în Canada.
În 1914, în Rusia existau 55.173 de biserici ortodoxe rusești și 29.593 de capele, 112.629 de preoți și diaconi, peste 1.000 de mănăstiri, cu un total de 95.259 de călugări și călugărițe.

## Situația în urma preluării puterii de către bolșevici
La unsprezece zile după asaltului asupra Palatului de Iarnă, un sinod al Bisericii Ortodoxe Ruse a restabilit patriarhia (ce fusese desființată de Petru cel Mare în 1721) și l-au ales pe mitropolitul Tihon al Moscovei (Vassili I. Bellavin) în funcția de patriarh. Tihon a refuzat să ia partea vreunei tabere în războiul civil, deși propaganda bolșevică oficială îi prezenta pe el și pe BOR ca sprijinindu-i pe albi. Bolșevicii au folosit presupusul sprijin al Bisericii Ortodoxe Ruse pentru „albi” ca justificare pentru uciderea a numeroși clerici.
În urma preluării puterii de către bolșevici, una dintre problemele cu care s-au confruntat aceștia a fost eliminarea poziției privilegiate a BOR. Declarația drepturilor popoarelor din Rusia (2/15 noiembrie 1917) a eliminat privilegiile speciale bazate pe credință sau etnie. Acest lucru a fost urmat la scurt timp de o decizie a Sovnarkomului de a confisca toate mănăstirile și instituțiile de învățământ ale BOR. Când bolșevicii au confiscat tipografia Sfântului Sinod, relațiile dintre aceștia și BOR au devenit și mai tensionate. Una dintre probleme a fost eliminarea simbolismului creștin ortodox din clădirile de stat. Cu toate acestea, bolșevicii nu au acordat prioritate campaniilor antireligioase, deoarece erau îngrijorați de modul în care acest lucru ar fi afectat popularitatea noului regim.

## Persecutarea Bisericii în timpul Războiului Civil
În timpul Războiului Civil Rus, Armata Roșie a masacrat un număr mare de clerici și credincioși, adesea pe motiv de presupusă susținere a albilor. O mare parte dintre aceste ucideri nu au fost oficial instigate de la vârf, ci au fost făcute la inițiativa unităților locale de soldați. În anii următori, biserica va declara că excomunicarea a fost o neînțelegere bazată pe credința că aceste crime au fost instigate oficial. Cu toate acestea, oficialitățile nu au repudiat niciodată aceste crime. Mai târziu însă, autori sovietici aveau să revendice responsabilitatea oficialităților centrale pentru aceste acțiuni. Aceștia au justificat campania susținând că biserica lupta împotriva lor. Printre ei s-a numărat Emelian Iaroslavski, care a fost un participant direct la aceste crime. 

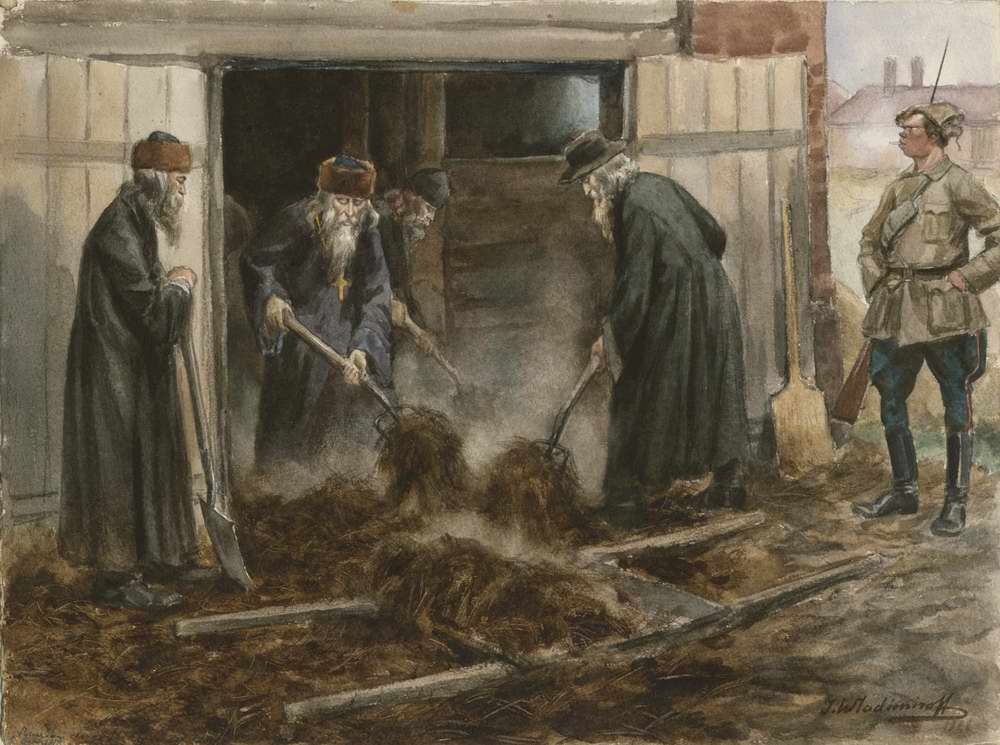
Preoți la muncă forțată, de Ivan Vladimirov

Multe mănăstiri au fost atacate. Mănăstirea Sfântul Munte de lângă Harkov a fost jefuită foarte devreme în Războiul Civil. Într-un schit din apropiere, în satul Gorohova, un călugăr pe nume Izrail a fost ucis pentru că a refuzat să predea cheile de la pivnițele schitului. În aceeași zonă, o procesiune religioasă a fost atacată în timp ce se odihnea noaptea, iar doi preoți, un diacon, proprietarul casei în care erau cazați, precum și fiica acestuia au fost uciși.
Mitropolitul Vladimir Bogoiavlenski al Kievului a fost primul înalt cleric ucis de bolșevici la 25 ianuarie 1918. El s-a opus în mod constant revoluției și a fost bătut crunt și torturat înainte de a fi împușcat în fața Mănăstirii Peșterilor (Pecerskaia Lavra). Înainte de a fi împușcat de ucigașii săi, el s-a rugat lui Dumnezeu pentru ca aceștia să fie iertați.
În regiunea Don, în februarie 1918, roșiii i-au ucis pe toți preoții pe care i-au putut găsi. Un călugăr-preot în vârstă de 80 de ani, pe nume Amvrosi, a fost bătut cu patul puștii înainte de a fi ucis. Un preot pe nume Dimitri a fost dus într-un cimitir și dezbrăcat, dar când a încercat să se închine înainte de a fi ucis, un soldat i-a tăiat brațul drept. Un preot bătrân care a încercat să oprească execuția unui țăran a fost bătut și ucis cu lovituri de sabie. În Mănăstirea Sfântul Mântuitor, soldații roșii l-au arestat și l-au ucis pe starețul de 75 de ani, scalpându-l și decapitându-l. În gubernia Herson, un preot a fost crucificat. Într-o staniță (sat căzăcesc) din Kuban, un preot în vârstă de 80 de ani a fost forțat să poarte haine de femeie, adus în piața satului și obligat să danseze. Când a refuzat, a fost spânzurat. În stanița Plotavi din Kuban, părintele Iakov Vladimirov a fost luat în vizor de cekiști pentru popularitatea sa. Aceștia l-au executat împreună cu soția și cu unul dintre fiii săi. Cel de-al doilea fiu a scăpat, pentru că cekiștii au executat din greșeală un alt copil în locul lui.
Episcopul Hermogenes Dolganiov al Tobolskului, a fost ucis împreună cu alți deținuți la 18 iunie 1918 prin înec. El organizase o procesiune religioasă a doua zi după ce țarul a trecut prin Tobolsk în drumul lor spre Ekaterinburg (28 aprilie), în care a binecuvântat familia regală. A fost arestat în săptămâna următoare, iar bolșevicii au promis că îl vor elibera pentru 10.000, iar mai târziu pentru 100.000 de ruble. Când răscumpărarea a fost colectată și predată, delegația de notabili și clerici care o înmânase a fost și ea arestată (și mai târziu executată). Se pare că Hermogenes a fost luat pe un vapor pe râu, i s-au legat pietre de gât și a fost aruncat în apă. În Voronej, șapte călugărițe care s-au rugat pentru o victorie a albilor au fost fierte într-un cazan cu smoală.
Arhiepiscopul Ioachim al Nijni Novgorodului a fost ucis de forțele roșii, care l-au spânzurat cu capul în jos pe iconostasul de deasupra „ușilor împărătești”. Clerul din Crimeea a suferit teribil: un preot pe nume Uglianski a fost ucis de forțele roșii pe motiv că a folosit panglici verzi în loc de panglici roșii la lămpile cu icoane din biserică. Bisericile din Simferopol, Feodosia și din alte părți ale Crimeii au fost profanate, iar clerul lor a fost ucis cu brutalitate.
Preotul Ornațki din Petrograd a fost arestat în primăvara anului 1918 după ce a ținut o slujbă publică pentru pomenirea victimelor bolșevicilor. El și alte treizeci și două de persoane au fost conduse pe o stâncă cu vedere spre Golful Finlandei, unde preotului i s-a permis să țină o scurtă slujbă funerară și să binecuvânteze victimele, înainte ca toți să fie împușcați și aruncați în mare. Preotul Ioan Vostorgov din Moscova, un celebru misionar ortodox și activist bisericesc, a predicat împotriva bolșevicilor și, ca urmare, a fost șantajat de bolșevici, arestat și executat. A fost executat împreună cu preotul romano-catolic Lutoslawski și fratele său, doi miniștri țaristi (N. Maklakov și Alexei Hvostov), episcopul ortodox Efren, fostul președinte al Consiliului de Stat Ivan Șceglovitov și senatorul S. Belețki. Părintele Vostorgov a ținut o scurtă slujbă de înmormântare și le-a predicat victimelor sale să înfrunte moartea ca pe un sacrificiu de ispășire, după care fiecare victimă a venit în față pentru a fi binecuvântată de părintele Vostorgov și de episcop și a fost împușcată.
În timpul ocupației roșii a eparhiei din Stavropol în 1918, bolșevicii au ucis cel puțin 52 de preoți ortodocși, patru diaconi și patru predicatori. Preotul Alexander Podolski a fost torturat și ucis pentru că a ținut o slujbă Tedeum pentru un regiment de cazaci înainte ca acesta să îi atace pe bolșevicii. Când un țăran a venit să îi ia trupul, acesta a fost împușcat mortal pe loc. Părintele Alexei Miliutinski a fost torturat, scalpat și ucis pentru că a ținut soldaților Armatei Roșii o predică în care le-a spus că duc Rusia la dezastru și pentru că s-a rugat pentru cazaci. Chiar și preoții de stânga puteau fi uciși, cum ar fi Ivan Prigorski, care a fost scos din biserică în Sâmbăta Mare în stradă, unde soldații roșii l-au înjurat, i-au mutilat fața și apoi l-au ucis.
În dieceza Perm, pe parcursul anului 1918, cel puțin 42 de oameni ai bisericii au fost uciși. Un preot din Perm a fost ucis de către CEKA, care i-a tăiat obrajii și ochii, apoi l-au plimbat pe străzi înainte de a fi îngropat de viu. Adronik, arhiepiscopul de Perm, a fost arestat imediat după ce în catedrala sa a fost săvârșit ritualul anatemei. Cel mai probabil a fost executat la scurt timp aceasta, în decembrie 1919. Ca urmare a situației neobișnuite în care localnicii au oferit sprijin popular pentru aceste acțiuni, CEKA a hotărât ca, după executarea lui Adronik, să continue cu uciderea în masă a clerului din Perm, inclusiv a episcopului vicar Feofan din Solikamsk. O delegație din partea Soborului Bisericii Ruse din Moscova a mers la Perm pentru a investiga ce s-a întâmplat. În timp ce se întorceau, însă, trenul lor a fost oprit de soldații roșii și toți au fost împușcați.
Iakov Sverdlov („președintele” Rusiei bolșevice) a ordonat în iunie 1918 luarea de ostatici din rândurile patronilor industriali, ale membrilor partidelor liberal și menșevic, precum și ale clerului. Puțini dintre acești ostatici aveau să supraviețuiască.
Episcopul Macarie (Gnevușev) al Viazmei, care era iubit de populația locală, a fost arestat ca urmare a popularității sale în vara anului 1918. A fost executat împreună cu alte paisprezece persoane pe un câmp de lângă Smolensk. Episcopul a ținut o slujbă scurtă și le-a dat binecuvântarea celor care urmau să fie executați. Unul dintre soldații care l-au executat a mărturisit ulterior, pe patul de moarte, că a ucis un sfânt.
Episcopul Nicodim (Kononov) al Belgorodului a condamnat în predicile sale actele de violență, jafurile și crimele, și a fost arestat de comandantul local al CEKA, Saenko, de Crăciunul din 1918. Rezistența populației în semn de protest față de arestarea sa, l-a determinat pe Saenko să-l elibereze și i-a ordonat să nu mai predice acele lucruri. Episcopul a continuat însă predicile împotriva actelor de violență și a fost arestat din nou. Soția unui preot care a mers să vorbească în apărarea episcopului a fost executată pe loc. Episcopul a fost ucis la scurt timp după aceea, dar i-au deghizat cadavrul pentru a-l face să arate ca un soldat și l-au aruncat în cimitirul comun.
Între iunie 1918 și ianuarie 1919, în Rusia au fost uciși un mitropolit, 18 episcopi, 102 preoți, 154 de diaconi, 94 de călugări și călugărițe, iar patru episcopi și 211 preoți au fost închiși. Statul a pus sechestru pe 718 parohii și 15 mănăstiri, a închis 94 de biserici și 26 de mănăstiri, a profanat 14 biserici și 9 capele, a interzis 18 procesiuni religioase, a dispersat prin forță 41 de procesiuni religioase și a întrerupt slujbele bisericești cu insulte la adresa sentimentelor religioase în 22 de orașe și 96 de sate.
La 14 ianuarie 1919, în orașul universitar estonian Tartu, soldații roșii care se retrăgeau au ucis douăzeci de clerici. Printre cei uciși s-a numărat episcopul Platon (Kulbusch) al Tallinnului, doi preoți ortodocși, un pastor luteran și șaisprezece laici.
Episcopul Leontie (von Wimpffen) a fost asasinat împreună cu cea mai mare parte a clerului diecezan în 1919, după ce a ținut o predică în care a citat cuvintele lui Iisus „Gol am fost și M-ați îmbrăcat; bolnav am fost și M-ați cercetat”, iar acest citat a fost interpretat ca un atac la adresa bolșevicilor.
În Harkov, un preot pe nume Mokovski a fost executat pentru că i-a criticat pe bolșevici în predicile sale. Când soția sa a venit să îi ia trupul, CEKA i-a tăiat membrele, i-a perforat sânii și a ucis-o. În satul Popasnaia din bazinul carbonifer Donețk, preotul Dragojinski a fost executat pentru o predică care a fost interpretată ca un atac la adresa roșiilor. 
Un preot pe nume Șanghin a fost ucis, iar trupul său a fost tăiat în bucăți. Arhiereul Surțov a fost bătut timp de câteva zile înainte de a fi împușcat, iar trupul său a fost aruncat în râul Peciora. În orașul Peciora, un preot bătrân pe nume Rasputin a fost legat de un stâlp de telegraf, împușcat și apoi trupul său a fost dat câinilor să îl mănânce. În Selețk, Afanasie Smirnov, un psalmist, a fost executat pentru că a ținut o litanie funerară asupra unui soldat francez mort. 
Bolșevicii au închis bisericile și le-au folosit în alte scopuri. Au existat relatări despre orgii care aveau loc în bisericile profanate. 
Pretextele pentru aceste asasinate au fost, de obicei, presupusa susținere a inamicului, criticarea bolșevicilor și/sau a ideologiei acestora, sau simpatiile liberale și/sau burgheze. A spune oamenilor să urmeze legile lui Dumnezeu mai presus de legile statului era un pretext pentru uciderea preoților. Este posibil ca incertitudinea cu privire la succesul revoluției în primii ani să fi declanșat și o anumită paranoia în rândul bolșevicilor față de grupurile pe care le considerau amenințătoare.
Este posibil ca biserica ortodoxă să fi crezut că bolșevicii vor pierde puterea, pentru că, după alegerea sa ca patriarh, Tihon a declarat că Biserica Ortodoxă Rusă este biserica națională a Rusiei, că statul are nevoie de aprobarea bisericii pentru a legifera în probleme bisericești, că blasfemia ar trebui să rămână ilegală, că școlile bisericești ar trebui să fie recunoscute și că șeful statului, precum și cei numiți în funcții de conducere în domeniul educației și al afacerilor religioase ar trebui să fie ortodocși.
Ortodocșii au fost ținta principală din cauza asocierii lor cu vechiul regim, deși au fost atacate și alte religii. În 1918, un preot polonez pe nume Krapiwnicki a fost arestat de sărbătoarea Corpus Christi și programat pentru execuție, dar execuția a fost anulată după intervenția guvernului polonez. După protestul papal împotriva persecuției Bisericii Ortodoxe, regimul a ripostat prin arestarea arhiepiscopului diecezei romano-catolice de Moghilev în aprilie 1919, dar acesta a fost eliberat ulterior în Polonia în schimbul unui comunist polonez pe nume Radek, care fusese arestat în Polonia. 
În ciuda faptului că religiile neortodoxe fuseseră persecutate în timpul Rusiei țariste, liderii altor comunități religioase (creștini, musulmani și evrei) au transmis mesaje de simpatie ortodocșilor. Multe dintre aceste culte, care fuseseră persecutate de statul ortodox, s-au găsit mai bine pregătite pentru situația de după 1917 decât biserica ortodoxă.
Statul a manifestat inițial o atitudine prietenoasă față de evangheliștii protestanți și musulmani, afirmând în același timp că luptau doar împotriva ierarhiei ortodoxe pentru relația acesteia cu țarul și nu împotriva religiei în general. Liderul evangheliștilor protestanți din Rusia, Ivan Prohanov, s-a alăturat bolșevicilor în denunțarea Bisericii Ortodoxe ca fiind reacționară.
Comunitatea menonită număra 110.000 de persoane în 1917 și avea să emigreze masiv din Rusia în următorul deceniu.
Pe teritoriul noului stat existau 1,6 milioane de romano-catolici în 1917. Înainte de război erau peste 15 milioane, dar după ce Polonia și teritoriile vestice au fost pierdute, acest număr s-a redus foarte mult.
Grupul creștinilor care nu erau ortodocși a câștigat numeric în anii următori, pe măsură ce Biserica Ortodoxă a pierdut membri. În 1900, aproximativ 11% din populație erau creștini aparținând unor grupări neortodoxe (fără a include romano-catolicii), iar în 1970 acest număr a ajuns la 31%.

## Musulmanii
Mulți musulmani din Imperiul Rus au fost atrași de poziția anti-imperialistă a bolșevicilor, din cauza imperialismului puterilor occidentale fată de națiunile musulmane. Comitetul Socialist Musulman din Kazan (MSK; Мусульманский социалистический комитет ) a fost înființat în urma Revoluției din Februarie.
În ciuda poziției lor antireligioase, în anii care au urmat revoluției și în timpul războiului civil, bolșevicii s-au aflat într-o poziție foarte slabă în lupta împotriva islamului în Asia Centrală. Prin urmare, bolșevicii au apelat la musulmani ca aliați și le-au promis independență politică și libertate religioasă. Lenin și-a exprimat chiar admirația față de musulmanii care au luptat împotriva imperialismului și a văzut în eroii populari musulmani embleme ale luptei împotriva imperialismului.
În 1917, bolșevicii au făcut această declarație pentru musulmanii din Rusia:
 Tuturor musulmanilor truditori din Rusia și din Orient, ale căror moschei și lăcașuri de rugăciune au fost distruse, ale căror credințe au fost călcate în picioare de către țarii și asupritorii Rusiei. Credințele și obiceiurile voastre, instituțiile voastre naționale și culturale sunt declarate de acum înainte libere și inviolabile. Organizați-vă viața națională în mod liber și fără piedici. Acesta este dreptul vostru. Să știți că drepturile voastre ... sunt protejate de întreaga putere a revoluției și a organelor sale.... Susțineți această revoluție și guvernul său!
Mulți musulmani au îmbrățișat acest apel și au văzut în această revoluție un mijloc de a da putere islamului. Un grup influent de marxiști din Asia Centrală, condus de Mirsaid Sultan-Galiev⁠(d), a luat apoi inițiativa de reformare a islamului și a fost acceptat de stat ca un tampon între bolșevici și populația băștinașă din republicile din Asia Centrală.

## Reacția populației
O mare parte a populației era relativ indiferentă față de soarta Bisericii. Cu toate acestea, au existat grupuri sau indivizi care au luat apărarea Bisericii și a asigurat supraviețuirea ei în fața atacului. Puterea Bisericii era în declin de la Revoluția din Februarie. Când Revoluția din Februarie a făcut ca participarea soldaților la slujbe și acceptarea sacramentelor să fie voluntare, ambele au scăzut de la 100% la 10%. 
Populația din unele zone și-a protejat bisericile și clerul și chiar a plătit costurile bisericii după ce statul a lipsit-o de orice finanțare. După eliminarea oricărui sprijin de stat pentru religie, congregațiile au fost nevoite să se bazeze în întregime pe donații voluntare și pe sprijinul voluntar al enoriașilor lor pentru a continua viața religioasă.
Slujba Tedeum⁠(d) a fost interzisă, dar în unele locuri astfel de slujbe au ținute în continuare, sfidând autoritățile. În unele locuri, cum ar fi orașul Iuzovka (Donețk), minerii și muncitorii industriali i-au amenințat pe bolșevici cu rebeliunea dacă vor aduce prejudicii clerului sau Bisericii, și ca urmare bolșevicii nu au luat nicio măsură. În alte locuri, oamenii s-au temut atât de mult de tacticile de teroare încât au rămas pasivi și chiar și clericii au cedat în fața cererilor bolșevicilor.
În marile orașe, mulțimi mari de laici au cooperat și au acționat în mod critic pentru a salva bisericile de acolo. La Petrograd, Alexandra Kollontai, comisarul bolșevic pentru asistență socială, a trimis trupe în ianuarie 1918 la Mănăstirea Alexandr Nevski pentru a o confisca în scopuri de asistență socială, iar mulțimi uriașe de laici au venit să o apere. Trupele au deschis focul asupra mulțimii, dar laicii au rămas pe loc și nu au putut să fie dispersați. La scurt timp după aceea, o procesiune religioasă din Petrograd, cu mitropolitul Veniamin în frunte, a mărșăluit prin oraș cu câteva sute de mii de participanți.
În multe orașe au început să se formeze ligi de laici pentru apărarea Bisericii. În Moscova și Petrograd, 6–10% din populație s-a alăturat acestor ligi. Ele au acționat pentru a împiedica statul să preia mănăstirile. Între februarie și mai 1918, 687 de persoane au fost ucise în ciocnirile dintre aceste ligi și guvern. Eficiența lor în salvarea bisericilor s-a datorat în parte faptului că statului îi era mai greu să ignore masele muncitorești, care constituiau aceste ligi, decât să ignore clerul lipsit de drepturi.

## Naționalizarea proprietăților bisericești
Decretul lui Lenin privind separarea bisericii de stat la 23 ianuarie/5 februarie 1918 a privat biserica oficială de statutul său de persoană juridică, de dreptul de a deține proprietăți  sau de a preda religia atât în școlile de stat, cât și în cele private sau oricărui grup de minori. Această măsură a fost menită să paralizeze biserica și să determine prăbușirea ei. În cele din urmă, toate școlile teologice precum și toate mănăstirile au fost închise. Odată cu anularea statutului legal al bisericii, laicii Bisericii Ortodoxe Ruse au obținut din ce în ce mai mult control asupra parohiilor lor, ceea ce a dus la unele conflicte între laici și clerici. În următorii câțiva ani, conducerea bolșevică a lansat o campanie de confiscare a proprietăților bisericești. Bisericile au fost închise și au putut fi transformate pentru alte utilizări, cum au fost birouri guvernamentale, muzee, sedii de ferme colective sau depozite.
Acest ordin de confiscare a proprietății a fost executat cu o violență extremă de către soldații roșii. Aceștia au deschis deseori focul asupra mulțimilor care înconjurau bisericile în încercarea de a le apăra și asupra procesiunilor religioase organizate în semn de protest fată de persecutarea Bisericii. Mii de oameni au fost uciși în acest fel, în special în primăvara anului 1918. Deschiderea focului asupra procesiunilor religioase este bine documentată la Voronej, Șațk (Regiunea Tambov) și Tula (unde au fost uciși treisprezece oameni și mulți au fost răniți, inclusiv episcopul Kornilie).
Patriarhul Tihon a excomunicat conducerea sovietică la 19 ianuarie/1 februarie 1919 pentru desfășurarea acestei campanii. Ca represalii, regimul a arestat și a ucis zeci de episcopi, mii de membri ai clerului inferior și monahi și o mulțime de laici. Confiscarea proprietăților bisericești în următorii câțiva ani va fi marcată de o campanie brutală de teroare.
Episcopii ortodocși de rang înalt au emis rapoarte care cereau ca biserica să se concentreze mai mult pe combaterea ateismului în rândul populației rusești în 1918–1919. De asemenea, au emis declarații pline de îngrijorare cu privire la schimbările liturgice care erau efectuate de anumiți preoți.

## Combaterea miracolelor
Era important din punct de vedere ideologic pentru guvern să suprime și să dezmintă relatările despre miracole care contraziceau ateismul marxist. În acest scop, guvernul a emis un decret la 1 martie 1919 privind „lichidarea completă a cultului cadavrelor și al mumiilor”, prin care se ordona expunerea publică a moaștelor sfinților pentru a demonstra că acestea sunt înșelătorii (pentru a contracara credința că trupurile sfinților au fost păstrate în mod miraculos). În 1918 au existat chiar apeluri pentru a scoate în afara legii taina Euharistiei (frângerea pâinii) din cauza simbolisticii sale miraculoase în creștinismul ortodox și catolic.
Moaștele Sfântului Serghie de Radonej au fost declarate ca fiind o înșelătorie, iar presa sovietică a răspândit cu entuziasm știrea conform căreia în altarul său nu existau decât oase putrezite și praf. Revoluția și Biserica scria: „Credincioșii nu mai plâng, nu mai cad în crize de isterie și nu mai poartă pică guvernului sovietic. Ei văd că nu a existat nicio blasfemie... Doar o înșelătorie veche de secole a fost scoasă la iveală în ochii națiunii”.
De la Mănăstirea Sfânta Treime din Serghiev Posad, de unde proveneau aceste moaște, a circulat o cu totul altă poveste, potrivit căreia, atunci când au fost expuse moaștele, s-a constatat că trupul sfântului era în stare excelentă (trăise în secolul al XIV-lea), iar când mulțimea de credincioși care venise acolo a văzut acest lucru a căzut în genunchi în rugăciune, în timp ce comandantul bolșevic a fost răsturnat de pe cal și bătut de mulțime. Un zvon similar s-a răspândit și în orașul Vladimir, când au fost expuse moaștele a doi sfinți, iar medicul care a acționat ca martor medical de stat și-ar fi reconfirmat credința creștină conform propriei mărturii.
În realitate, nu au fost găsite decât haine și oase putrezite. Expunerea moaștelor lui Tihon din Zadonsk și a unor sfinți novgorodeni au fost exemple în acest sens. Presa antireligioasă a declarat, după astfel de cazuri, că biserica a înșelat poporul. Cu toate acestea, episcopul Alexei al Novgorodului a declarat mai târziu că biserica nu a afirmat că sfinții trebuie să fie neapărat imuni la putrezire sau că nedescompunerea trupului era o dovadă de sfințenie.
Poveștile despre manifestări supranaturale în familiile comuniștilor fanatici în care unii membri erau creștini practicanți ar fi fost frecvente, după cum se pretinde, în primii ani de după 1917. Cele mai frecvente dintre aceste miracole raportate au fost renovările bruște ale unor icoane de familie, care se întunecaseră de-a lungul anilor și care străluceau brusc în culori vii, ca și cum ar fi fost proaspăt pictate în fața ochilor comunistului. Unii dintre ateii comuniști ar fi redevenit credincioși după astfel de evenimente. Propaganda sovietică a combătut aceste afirmații, susținând că erau escrocherii create de preoți și chiaburi pentru a păcăli oamenii.
Biserica Mănăstirii Sretenski din Kiev avea două cupole placate cu aur, care, după mulți ani, își pierduseră strălucirea. Aceste cupole au cunoscut o renovare similară într-o zi în care lumina a strălucit atât de tare pe cupole, încât la început s-a crezut că a luat foc, iar o mulțime imensă s-a adunat într-o atmosferă de euforie religioasă să vadă acest lucru. Lumina s-ar fi deplasat în petice în jurul cupolelor timp de trei zile, pe măsură ce au fost „renovate” progresiv. Ziarul comunist local a tipărit apoi două articole, dintre care unul semnat de membri ai Academiei de Științe, care afirmau că fenomenul a fost cauzat de o undă de aer rară care conținea o descărcare electrică deosebită. Un martor a afirmat că mai târziu s-a aflat că GPU a forțat Academia să spună acest lucru și că în zonă mai existau și alte lucruri placate cu aur, care nu au fost renovate în mod similar. Câteva luni mai târziu, biserica a fost dinamitată.
Un eveniment similar a avut loc la Biserica Sfântul Iordan, tot din Kiev, care a fost dinamitată la scurt timp după aceea. 
Unul dintre cele mai faimoase dintre aceste presupuse miracole a avut loc în satul Kalinovka, în apropiere de Vinița, în Ucraina. Un detașament de poliție călare a venit în sat pentru a închide biserica locală, dar a fost întâmpinat de o mulțime ostilă. Mulțimea era prea mare pentru ca poliția să poată trece cu forța, așa că s-a retras. Cu toate acestea, nu departe de biserică, la o răscruce de drumuri se afla o troiță, iar polițiștii, frustrați, au împușcat crucea. Unul dintre gloanțe a lovit trupul lui Iisus de pe cruce și, dintr-o dată, sângele a țâșnit din gaura din coasta Mântuitorului. Unul dintre polițiști și-ar fi pierdut controlul și a căzut de pe cal, în timp ce ceilalți au luat-o la fugă. Mulțimea s-a pus în genunchi și s-a rugat în fața crucifixului însângerat. Vestea s-a răspândit și mii de oameni au venit să o vadă. Se spune că sângele a continuat să curgă timp de câteva zile. La scurt timp după aceea au venit mai mulți polițiști cu ordinul să spargă crucifixul, dar de fiecare dată s-au întors fără să poată executa ordinul, sub pretextul că o forță îi împiedica să se apropie de cruce. Presa comunistă locală a încercat să explice aceste relatări susținând că în crucea de lemn din spatele figurii metalice se acumulase apă și că, odată ce glonțul a lovit metalul, apa, care devenise roșie din cauza ruginirii metalului, a început să se scurgă. Mulțimea a adus cu ea cruci pe care le-a așezat lângă troiță, s-a rugat în fața ei și a înmuiat hainele în sângele miraculos. Zile și nopți întregi au cântat imnuri și au ars lumânări. Preoții nu au fost prezenți de teamă. Se spune că mulți atei s-ar fi convertit după ce au văzut acest miracol.
Cu prima ocazie, sovieticii au distrus crucifixul însângerat și toate crucile aflate în jur. Ulterior s-a afirmat că o comisie de experți a raportat că lichidul care ieșea din gaura glonțului nu era sânge. Oamenii care se adunaseră acolo în acea zi au fost descriși ulterior ca fiind bețivi, proști și lepădături și s-a afirmat că sărutarea crucifixului a dus la o epidemie de sifilis și la jafuri în masă.

## Alte acte legislative și măsuri oficiale
În noiembrie 1917, la câteva săptămâni de la revoluție, a fost înființat Comisariatul Poporului pentru Educație, care o lună mai târziu a creat Uniunea Panrusă a Profesorilor-Internaționaliști cu scopul de a elimina orele de religie din programele școlare. Pentru a intensifica propaganda antireligioasă în sistemul școlar, în noiembrie 1920 a fost înființat Comitetul principal politic și educațional al Comisariatului Poporului pentru Educație (Главполитпросвет Glavpolitprosvet).
După ce înregistrarea căsătoriilor a fost secularizată, guvernele locale au început să forțeze preoții să îi căsătorească religios pe cei cărora le fusese anulate căsătoriile anterioare prin divorț civil. Biserica era dispusă să îi căsătorească religios doar pe cei care se conformau canoanelor bisericești (din predica lui Iisus pe munte, când declară că este greșit să divorțezi și să te recăsătorești, cu excepția cazurilor de infidelitate). Această situație a fost rezolvată în mai 1920, când Patriarhul a cedat controlul asupra tuturor procedurilor oficiale de căsătorie și divorț autorităților civile.
În Harkov, preoților le-a fost interzis să boteze, să căsătorească sau să înmormânteze pe cineva fără permisiunea Comitetului executiv al sovietului local. Acest lucru însemna că au murit prunci nebotezați, iar cadavrele s-au descompus până când rudele puteau obține permisiunea de a le îngropa în cimitir. 
În sud-estul Ucrainei, autoritățile locale i-au obligat pe evrei să presteze muncă în comun în zilele de șabat (sâmbătă). În orașul Lugansk, o sinagogă a fost transformată în baie publică. Cu toate acestea, astfel de atacuri asupra altor religii nu au fost la fel de răspândite și au fost rezultatul mai degrabă a inițiativelor autorităților locale, decât din cea a guvernului central. 
Înainte de revoluție, Lenin acceptase credincioși în rândurile partidului bolșevic, atâta timp cât aceștia lucrau pentru atingerea obiectivelor partidului. Acest lucru se datora faptului că, inițial, cucerirea puterii era o prioritate mai mare decât răspândirea ateismului. După ce bolșevicii au preluat puterea, vechii membri de partid, care erau credincioși, au primit inițial o oarecare toleranță în cazuri excepționale. Mai târziu, Emilian Iaroslavski și-a amintit un episod în care un vechi membru de partid a scris în partea de sus a unui chestionar: „În numele Tatălui, al Fiului și al Sfântului Duh. Amin”.
Inițial, se credea că religia va dispărea rapid odată cu venirea revoluției și că înlocuirea ei cu ateismul va fi inevitabilă. Cu toate acestea, conducerea noului stat a ajuns foarte repede la concluzia că religia nu va dispărea de la sine și că trebuie depuse eforturi mai mari pentru propaganda antireligioasă.
În acest scop, activitatea ateistă a fost consolidată la nivel central în cadrul Departamentului de Agitație și Propagandă al Comitetului Central al PC (Agitprop) în 1920, folosind liniile directoare ale celui de al VIII-lea Congres al Partidului.
Articolul 13 prevedea:

În ceea ce privește religia, Partidul Comunist Rus nu se va mulțumi doar cu decretarea separării Bisericii de Stat... Partidul urmărește distrugerea completă a legăturilor dintre clasele exploatatoare și... propaganda religioasă, ajutând în același timp la eliberarea efectivă a maselor muncitoare de prejudecățile religioase și organizând o educație-lămuritoare și o propagandă antireligioasă cât mai tari. În același timp, este necesar să se evite cu grijă orice jignire a sentimentelor credincioșilor, care ar duce la înăsprirea fanatismului religios.
Articolul avea să fie foarte important în politica antireligioasă din URSS în anii următori, iar ultima sa frază, care avea să fie atât ignorată, cât și reamintită în diferite momente ale istoriei sovietice, avea să joace un rol important în rivalitățile și în luptele pentru putere din anii următori dintre diferiți lideri sovietici.

## Campania antimonahală
Statul a adoptat o poziție deosebit de dură împotriva monahismului din biserica ortodoxă, pe care aceasta îl considera o instituție esențială pentru viața spirituală a bisericii, în special prin funcția de centre de pelerinaj jucată de mănăstiri și schituri. Prestigiul pe care îl aveau acestea, precum și posibilitatea de a fi folosite pentru a coordona rezistența, erau o sursă de îngrijorare pentru statul comunist. O campanie generalizată de lichidare a mănăstirilor a fost întreprinsă cu multă brutalitate. 
Până în 1921, 573 de mănăstiri fuseseră închise, mai ales pe motiv că erau comunități parazitare. Ca răspuns, patriarhul a transformat mănăstirile în comune de lucru după modelul comunelor agrare creștine ortodoxe voluntare (existente înainte de 1917). Regimul a răspuns la această mișcare acuzând Biserica că încearcă să-și creeze propriul stat și propria economie și i-a interzis să continue.

## Propaganda antireligioasă
Propaganda ateistă a fost considerată ca fiind de o importanță esențială pentru partidul lui Lenin încă din primele sale zile prerevoluționare, iar regimul s-a grăbit să creeze reviste ateiste pentru a ataca religia la scurt timp după venirea sa la putere. Prima astfel de publicații a fost Revoluția și Biserica, publicată de Comisariatul Poporului pentru Justiție. Această publicație, în primele sale ediții, a atacat biserica ortodoxă ca fiind o escrocherie și a încercat să semene dezbinare prin faptul că îi ataca pe ortodocși, în timp ce îi prezenta pe protestanți și pe musulmani ca fiind susținători ai statului.
După revoluție, au avut loc dezbateri publice între creștini și atei până în 1929, când au fost suspendate. Printre participanții celebri la aceste dezbateri se numără, din partea ateilor, comisarul pentru educație Anatoli Lunacearski.
Oamenii stăteau ore întregi la coadă pentru a prinde locuri pentru a-i vedea. Uneori, autoritățile încercau să limiteze timpul de vorbire al creștinilor la zece minute, iar în alte ocazii dezbaterile erau anulate în ultimul moment. Profesorul V.S. Marținkovski, crescut ca ortodox, dar care a devenit protestant evanghelic, a fost unul dintre cei mai buni pe partea religioasă, iar Lunacearski ar fi anulat una dintre dezbaterile cu el după ce pierduse în fața acestuia într-o întâlnire anterioară. Cu o ocazie, în 1921, o mare mulțime de agitatori din Comsomol a sosit la una dintre dezbaterile lui Marținkovski și a ocupat cele două rânduri din față. Când liderul a încercat să-l huiduiască pe Marținkovski, s-a trezit nesprijinit de tovarășii săi. Aceștia s-au dezvinovățit mai apoi liderului Comsomolului, explicând că nu li s-a spus ce să scandeze.

## Controverse
În timpul celui de al Doilea Război Mondial, mitropolitul ortodox Serghie al Vilniusului a descris acțiunile bolșevicilor în ceea ce privește biserica ortodoxă ca fiind „cea mai mare cruzime” și a susținut că creștinii ortodocși au fost persecutați pentru credința lor, mai mult decât pentru că bolșevicii vedeau biserica ca pe un punct de concentrare contrarevoluționară pentru opoziția față de regimul lor.

## Vedeți și:
- Ateism
- Campania antireligioasă sovietică (1921–1928)
- Campania antireligioasă sovietică (1928–1941)
- Campania antireligioasă sovietică (1958–1964)
- Campania antireligioasă sovietică (1965–1990)